# Giro del Belgio 1961
Il Giro del Belgio 1961, quarantacinquesima edizione della corsa, si svolse in quattro tappe tra l'8 e l'11 maggio 1961, per un percorso totale di 885 km e fu vinto dal belga Rik Van Looy.

## Tappe
| Tappa  | Data      | Percorso                 | km  | Vincitore di tappa | Leader cl. generale |
| ------ | --------- | ------------------------ | --- | ------------------ | ------------------- |
| 1ª     | 8 maggio  | Bruxelles > Ostenda      | 233 | Armand Desmet      |                     |
| 2ª     | 9 maggio  | Ostenda > Zwevegem       | 212 | Louis Proost       |                     |
| 3ª     | 10 maggio | Zwevegem > Huy           | 232 | Piet van Est       |                     |
| 4ª-1ª  | 11 maggio | Hannut (Cron. a squadre) | 23  | Faema              |                     |
| 4ª-2ª  | 11 maggio | Hannut > Bruxelles       | 185 | Rik Van Looy       | Rik Van Looy        |
| Totale | Totale    | Totale                   | 885 |                    |                     |

## Dettagli delle tappe

### 1ª tappa
- 8 maggio: Bruxelles > Ostenda – 233 km

Risultati
| Pos. | Corridore     | Squadra      | Tempo    |
| ---- | ------------- | ------------ | -------- |
| 1    | Armand Desmet | Faema        | 6h42'45" |
| 2    | Rik Van Looy  | Faema        | a 14"    |
| 3    | Noël Foré     | Groene Leeuw | s.t.     |

### 2ª tappa
- 9 maggio: Ostenda > Zwevegem – 212 km

Risultati
| Pos. | Corridore      | Squadra | Tempo    |
| ---- | -------------- | ------- | -------- |
| 1    | Louis Proost   | Faema   | 5h21'51" |
| 2    | Rik Van Looy   | Faema   | a 25"    |
| 3    | Marcel Ongenae | Wiel's  | s.t.     |

### 3ª tappa
- 10 maggio: Zwevegem > Huy – 232 km

Risultati
| Pos. | Corridore    | Squadra      | Tempo    |
| ---- | ------------ | ------------ | -------- |
| 1    | Piet van Est | Faema        | 6h18'53" |
| 2    | Rik Van Looy | Faema        | a 42"    |
| 3    | Noël Foré    | Groene Leeuw | s.t.     |

### 4ª tappa-1ª semitappa
- 11 maggio: Hannut – Cronometro a squadre – 23 km

Risultati
| Pos. | Squadra                  | Tempo   |
| ---- | ------------------------ | ------- |
| 1    | Faema                    | 33'36"  |
| 2    | Dr. Mann                 | a 1'18" |
| 3    | Groene Leeuw-SAS-Sinalco | a 1'57" |

### 4ª tappa-2ª semitappa
- 11 maggio: Hannut > Bruxelles – 185 km

Risultati
| Pos. | Corridore         | Squadra | Tempo    |
| ---- | ----------------- | ------- | -------- |
| 1    | Rik Van Looy      | Faema   | 4h29'42" |
| 2    | Joseph Planckaert | Wiel's  | a 12"    |
| 3    | Edgard Sorgeloos  | Faema   | a 1'26"  |

## Classifiche finali

### Classifica generale
| Pos. | Corridore               | Squadra      | Tempo     |
| ---- | ----------------------- | ------------ | --------- |
| 1    | Rik Van Looy            | Faema        | 23h29'53" |
| 2    | Armand Desmet           | Faema        | a 2'38"   |
| 3    | Willy Schroeders        | Faema        | a 3'22"   |
| 4    | Eddy Pauwels            | Dr. Mann     | a 4'40"   |
| 5    | Jean-Baptiste Claes     | Groene Leeuw | a 5'05"   |
| 6    | Wim van Est             | Faema        | a 6'04"   |
| 7    | Raymond Impanis         | Faema        | a 7'08"   |
| 8    | Guillaume Van Tongerloo | Faema        | s.t.      |
| 9    | Edgard Sorgeloos        | Faema        | a 11'47"  |
| 10   | André Vlayen            | Libertas     | a 12'48"  |

### Classifica a punti
| Pos. | Corridore    | Squadra | Tempo     |
| ---- | ------------ | ------- | --------- |
| 1    | Rik Van Looy | Faema   | 23h29'53" |

### Classifica a squadre
| Pos. | Squadra | Tempo     |
| ---- | ------- | --------- |
| 1    | Faema   | 70h35'39" |